# Dubbione
Dubbione is een plaats (frazione) in de Italiaanse gemeente Pinasca.